# Ladislav Brožek
| (2288) Karolinum    | 19. Oktober 1979  |
| (2613) Plzeň        | 30. August 1979   |
| (2622) Bolzano      | 9. Februar 1981   |
| (2696) Magion       | 16. April 1980    |
| (3102) Krok         | 21. August 1981   |
| (3386) Klementinum  | 16. März 1980     |
| (3419) Guth         | 8. Mai 1981       |
| (3423) Slouka       | 9. Februar 1981   |
| (3424) Nušl         | 14. Februar 1982  |
| (3603) Gajdušek     | 5. September 1981 |
| (3834) Zappafrank   | 11. Mai 1980      |
| (4023) Jarník       | 25. Oktober 1981  |
| (4146) Rudolfinum   | 16. Februar 1982  |
| (4190) Kvasnica     | 11. Mai 1980      |
| (4369) Seifert      | 30. Juli 1982     |
| (5221) Fabribudweis | 16. März 1980     |
| (5417) Solovaya     | 24. August 1981   |
| (6076) Plavec       | 14. Februar 1980  |
| (6765) Fibonacci    | 20. Januar 1982   |
| (7739) Čech         | 14. Februar 1982  |
| (10035) 1982 DC2    | 16. Februar 1982  |
| (16393) 1981 QS     | 24. August 1981   |
| (27675) 1981 CH     | 2. Februar 1981   |

Ladislav Brožek (* 1952 in Plzeň) ist/war ein slowakischer Astronom und Asteroidenentdecker.

## Leben
Er entdeckte zwischen 1979 und 1982 23 Asteroiden am Kleť-Observatorium. Den Asteroiden (2613) Plzeň benannte er nach seiner Heimatstadt Plzeň. Der von ihm am 11. Mai 1980 entdeckte Himmelskörper (3834) Zappafrank wurde von ihm nach dem amerikanischen Musiker und Komponisten Frank Zappa benannt.